# Nunavut Arctic College
Nunavut Arctic College er under administration af den engelske krone der blev grundlagt af Nunavuts regering og har flere studier og centre spredt i Nunavut, Canada.
63°43′39.41″N 68°26′40.42″V / 63.7276139°N 68.4445611°V
Universitetet startede i 1968 i Canada da den blev oprettet af regeringen for Nordvestterritoriet i Canada som et voksenuddannelsescenter. Det kom til at hedde Nunavut Arctic College da området skiftede navn til Nunavut i 1999.
Nunavut Arctic Colleges formål er at medvirke til udviklingen af Nunavut og at skabe en fremtid med velstand og rodfæstet i Nunavuts befolknings identitet og idealer for disse.